# Foreigner (álbum)
Foreigner es el álbum debut de la banda británico-estadounidense homónima, publicado por la discográfica Atlantic Records en 1977.  Fue relanzado en el 2002 por la compañía Rhino Records.
Este álbum fue grabado en los estudios The Record Plant en noviembre de 1976, y logró una gran aceptación en el gusto musical de los estadounidenses, pues se posicionó en el 4.º puesto de lista del Billboard 200 en 1977.
En Canadá, Foreigner también fue muy exitoso, ya que entró en los listados de ese país y duró en ellos durante 49 semanas consecutivas, llegando hasta la 9.º posición de los 100 discos más populares de la revista RPM Magazine el 9 de julio de 1977.  Además, esta producción musical alcanzó el 36.º lugar de la lista de los 100 mejores álbumes de 1977 en aquel país.
Tres sencillos fueron lanzados de este disco: «Feels Like the First Time», «Cold as Ice» y «Long, Long Way From Home» los cuales obtuvieron gran éxito a nivel mundial.
Tanto en Estados Unidos como en Canadá, la Asociación de la Industria Discográfica de Estados Unidos y la Asociación Canadiense de la Industria Grabada premió a Foreigner con disco multiplatino y disco de platino respectivamente.

## Reediciones
La reedición del 2002 contienen cuatro temas en versiones de demos: «Feels Like the First Time», «Woman Oh Woman», «At War with the World» y «Take Me to Your Leader».  
En julio de 2010 fue lanzada por la disquera Mobile Fidelity Sound Lab una edición especial limitada de Foreigner , el cual se conformaba de un disco compacto y un mini vinilo réplica de la edición original.  El CD contenía las catorce canciones de la reedición de 2002, en tanto que el disco gramofónico tenía un peso de 180 gramos y reproducía un sonido de alta definición. Cabe aclarar que este vinilo enlistaba los temas de la versión original pero omitía los temas extras de la reedición de Rhino Records.

## Lista de canciones

### Versión original de 1977

#### Lado A
| Side one |                             |                      |          |  |
| N.º      | Título                      | Escritor(es)         | Duración |  |
| 1.       | «Feels Like the First Time» | Mick Jones           | 3:49     |  |
| 2.       | «Cold as Ice»               | Lou Gramm / Jones    | 3:19     |  |
| 3.       | «Starrider»                 | Jones / Al Greenwood | 4:01     |  |
| 4.       | «Headknocker»               | Gramm / Jones        | 2:58     |  |
| 5.       | «The Damage is Done»        | Gramm / Jones        | 4:15     |  |

#### Lado B
| Side two |                            |                              |          |  |
| N.º      | Título                     | Escritor(es)                 | Duración |  |
| 6.       | «Long, Long Way From Home» | Gramm / Jones / Ian McDonald | 2:53     |  |
| 7.       | «Woman Oh Woman»           | Mick Jones                   | 3:49     |  |
| 8.       | «At War with the World»    | Mick Jones                   | 4:18     |  |
| 9.       | «Fool for You Anyway»      | Mick Jones                   | 4:15     |  |
| 10.      | «I Need You»               | Gramm / Jones                | 5:09     |  |

### Reedición de 2002
| Side one |                                    |                          |          |  |
| N.º      | Título                             | Escritor(es)             | Duración |  |
| 1.       | «Feels Like the First Time»        | Mick Jones               | 3:49     |  |
| 2.       | «Cold as Ice»                      | Gramm / Jones            | 3:19     |  |
| 3.       | «Starrider»                        | Jones / Greenwood        | 4:01     |  |
| 4.       | «Headknocker»                      | Gramm / Jones            | 2:58     |  |
| 5.       | «The Damage is Done»               | Gramm / Jones            | 4:15     |  |
| 6.       | «Long, Long Way From Home»         | Gramm / Jones / McDonald | 2:53     |  |
| 7.       | «Woman Oh Woman»                   | Mick Jones               | 3:49     |  |
| 8.       | «At War with the World»            | Mick Jones               | 4:18     |  |
| 9.       | «Fool for You Anyway»              | Mick Jones               | 4:15     |  |
| 10.      | «I Need You»                       | Gramm / Jones            | 5:09     |  |
| 11.      | «Feels Like the First Time» (demo) | Mick Jones               | 3:50     |  |
| 12.      | «Woman Oh Woman» (demo)            | Mick Jones               | 4:15     |  |
| 13.      | «At War with the World<» (demo)    | Mick Jones               | 5:00     |  |
| 14.      | «Take Me to Your Leader» (demo)    | Mick Jones               | 3:40     |  |

## Créditos

### Foreigner
- Lou Gramm — voz principal y percusiones
- Mick Jones — guitarra, teclados y coros
- Ian McDonald — guitarra, batería, trompa, teclados y coros
- Ed Gagliardi — bajo y coros
- Dennis Elliott — batería
- Al Greenwood — teclados y sintetizadores

### Músicos adicionales
- Rick Seratte — teclados
- Ian Lloyd — coros

### Personal técnico
- Mick Jones — productor y mezclador
- Ian McDonald — productor y mezclador
- John Sinclair — productor
- Gary Lyons — productor e ingeniero de audio
- Jimmy Douglass — ingeniero de audio
- Kevin Herron — ingeniero de audio
- Michael Getlin — ingeniero de audio
- Randy Mason — ingeniero de sonido
- Alex Gnidziejko — ilustrador del arte de portada

## Certificación
| País           | Asociación | Certificación | Copias vendidas |
| -------------- | ---------- | ------------- | --------------- |
| Canadá         | CRIA       | Platino       | 100 000         |
| Estados Unidos | RIAA       | Platino x 5   | 5 000           |

## Listas

### Álbum
| Año  | País           | Lista                          | Posición máxima |
| ---- | -------------- | ------------------------------ | --------------- |
| 1977 | Canadá         | RPM Magazine Top 100 Albums    | 9.º             |
| 1977 | Canadá         | RPM Magazine Top Albums of '77 | 36.º            |
| 1977 | Estados Unidos | Billboard 200                  | 4.º             |

### Sencillos

#### Canadá
| Año  | Sencillo                    | Lista                               | Posición máxima |
| ---- | --------------------------- | ----------------------------------- | --------------- |
| 1977 | «Feels Like the First Time» | RPM Magazine Top 100 Singles        | 7.º             |
| 1977 | «Feels Like the First Time» | RPM Magazine Top 100 Singles of '77 | 79.º            |
| 1977 | «Cold as Ice»               | RPM Magazine Top 100 Singles        | 9.º             |
| 1977 | «Cold as Ice»               | RPM Magazine Top 100 Singles of '77 | 89.º            |
| 1978 | «Long, Long Way From Home»  | RPM Magazine Top 100 Singles        | 22.º            |

#### Estados Unidos
| Año  | Sencillo                    | Lista         | Posición máxima |
| ---- | --------------------------- | ------------- | --------------- |
| 1977 | «Feels Like the First Time» | Billboard 200 | 4.º             |
| 1977 | «Cold as Ice»               | Billboard 200 | 6.º             |
| 1978 | «Long, Long Way From Home»  | Billboard 200 | 20.º            |